# Proceroplatus suffusinervis
Proceroplatus suffusinervis är en tvåvingeart som först beskrevs av Enrico Adelelmo Brunetti 1912.  Proceroplatus suffusinervis ingår i släktet Proceroplatus och familjen platthornsmyggor.
Artens utbredningsområde är Bangladesh. Inga underarter finns listade i Catalogue of Life.